# 小行星2905
小行星2905（2905 Plaskett）是一颗围绕太阳公转的小行星。1982年1月24日，愛德華·鮑威爾在可可尼诺县发现了此天体。
該小行星以加拿大天文學家父子約翰·斯坦利·普拉斯基特和哈里·赫姆利·普拉斯基特命名。
这颗小行星的绝对星等为219.73115等。